# Metallwerkstatt am Bauhaus
Die Metallwerkstatt am Bauhaus war eine Werkstatt am Staatlichen Bauhaus. Sie bestand von 1920 bis 1933, zunächst in Weimar und ab 1925 in Dessau.

## Beschreibung

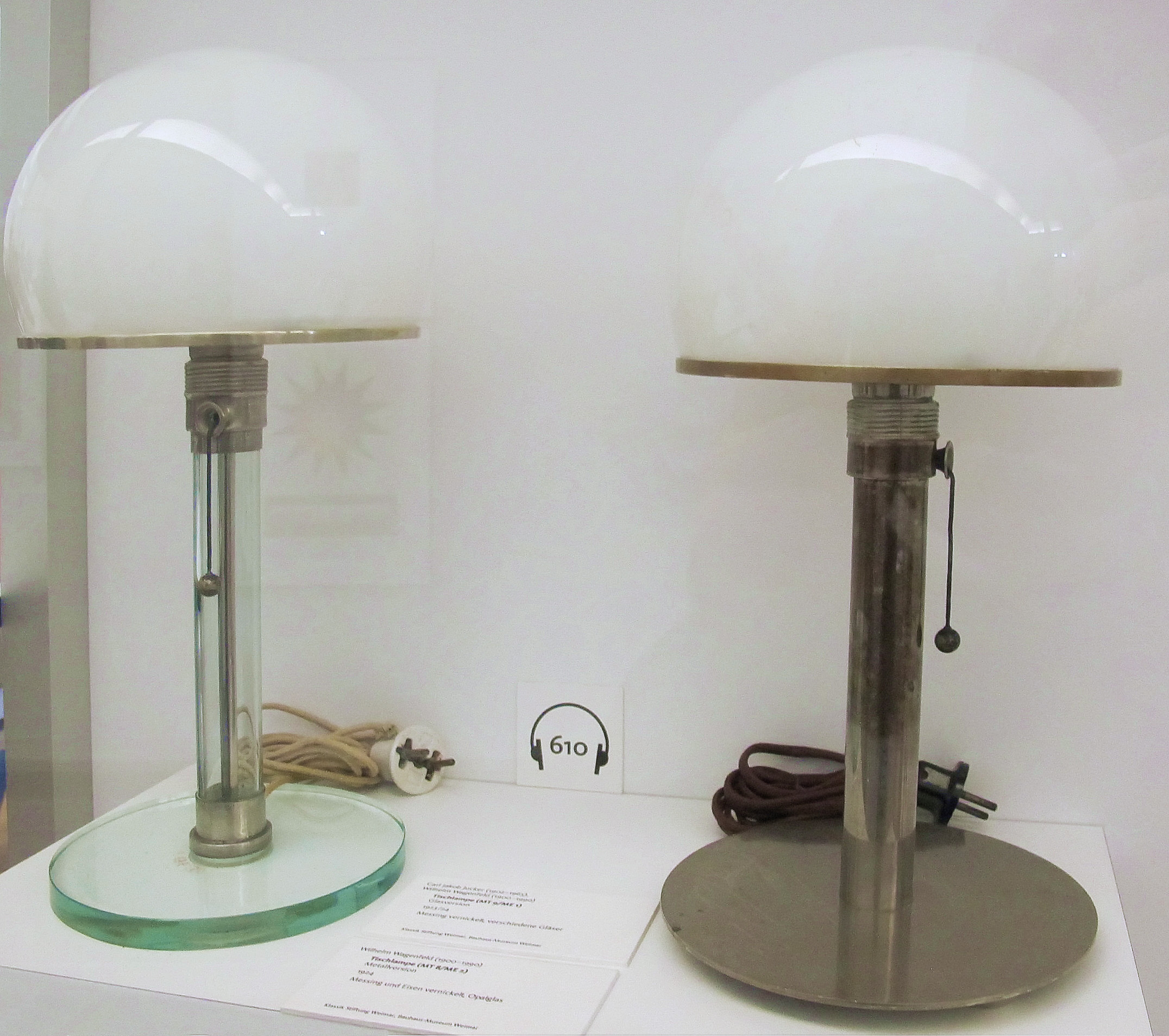
Zwei Tischlampen nach Entwürfen von Wilhelm Wagenfeld von 1924

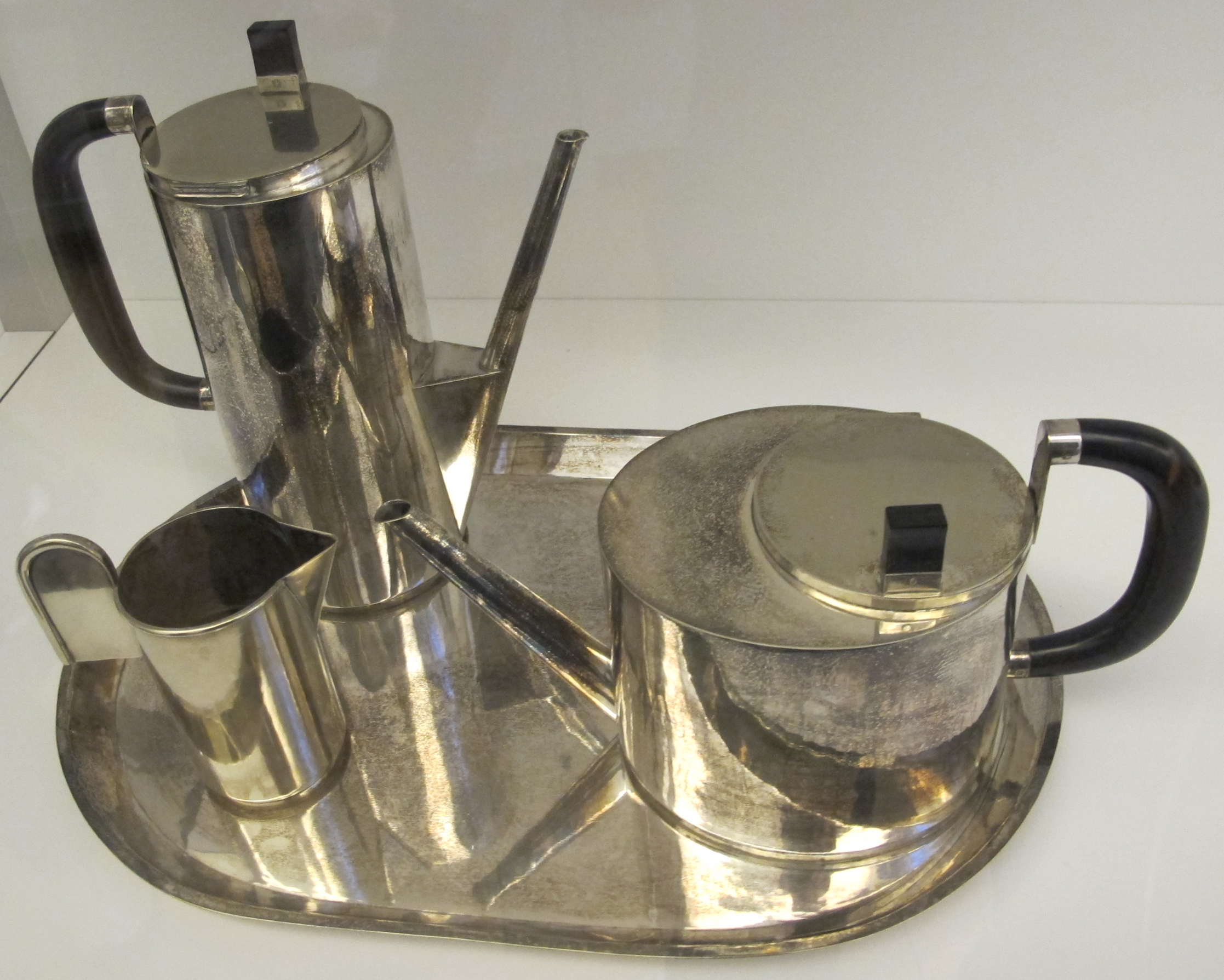
Kaffee- und Teeservice von Wilhelm Wagenfeld

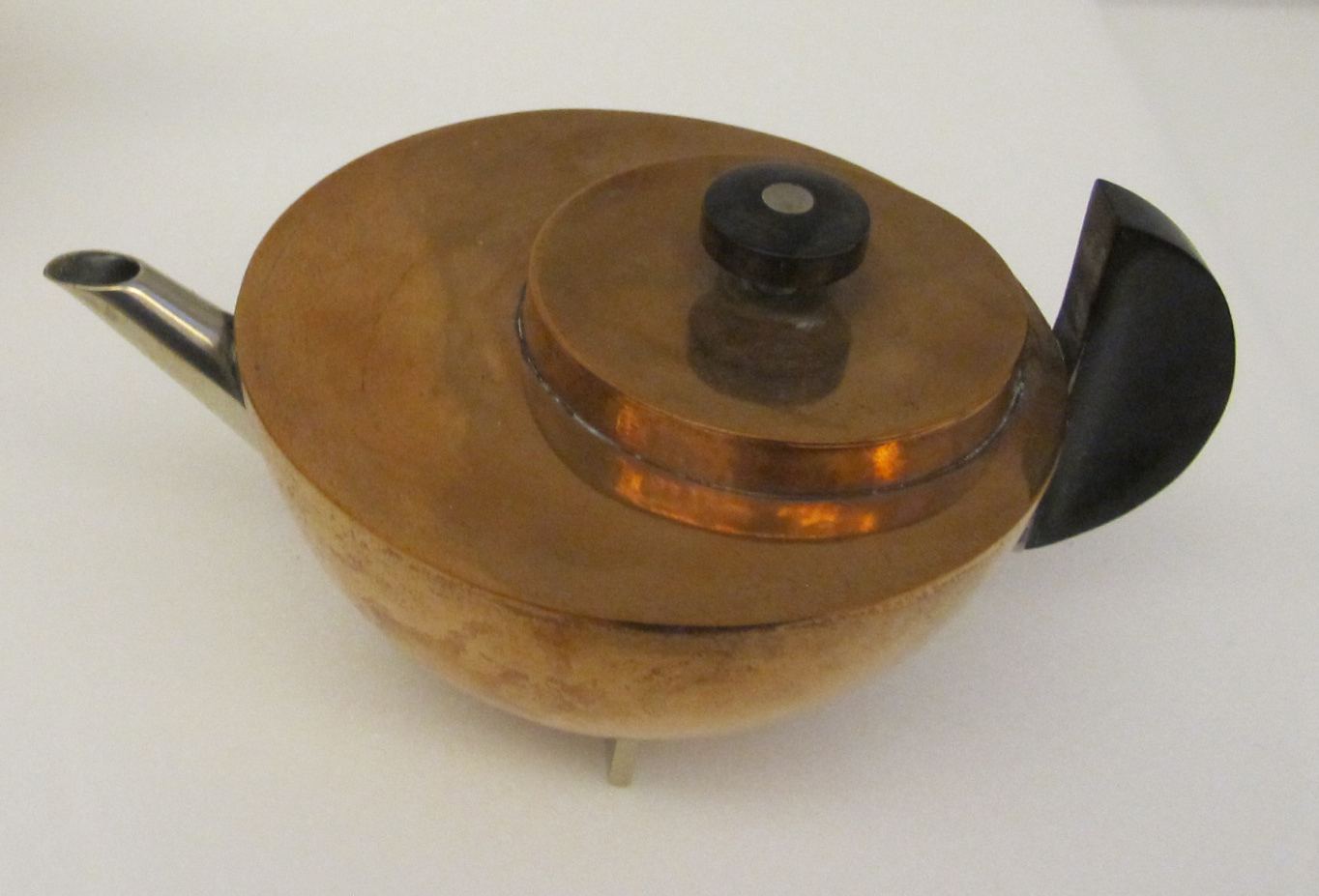
Tee-Extraktkännchen MT 49 von Marianne Brandt, 1924

Die Metallwerkstatt nahm erst 1920 ihre Tätigkeit auf. Anfangs wurde die Werkstatt auch Gold-, Silber und Kupferschmiede genannt, da man die traditionellen Techniken der Metallbearbeitung lehrte. Werkmeister waren Alfred Kopka (1921), Christian Dell (1922–1925) und Naum Slutzky (1919–1924).
Von 1920 bis 1922 war Johannes Itten künstlerischer Leiter der Werkstatt. Unter im entstanden überwiegend Gebrauchsgegenstände, wie Kannen, Büchsen, Dosen, Kerzenleuchter. Bei den Gefäßen kamen oft die Formen Kugel und Kreis vor und einige wurden nach den Regel des Goldenen Schnitts geschaffen. Itten legte sein Amt nieder, weil der Bauhaus-Direktor Walter Gropius Auftragsarbeiten durchsetzte. 1923 folgte László Moholy-Nagy in der Leitung der Metallwerkstatt. Er war offen für neue Materialien, wie Glas und Plexiglas. Ab 1923 befasste sich die Werkstatt mit dem Bau von Lampen, auch im Hinblick auf die Ausstattung des 1923 erbauten Musterhaus Am Horn für die Bauhausausstellung von 1923. Dabei entstand die Bauhaus-Leuchte von Carl Jacob Jucker und Wilhelm Wagenfeld. Hin Bredendieck realisierte zusammen mit Marianne Brandt und Hermann Gautel neuartige Beleuchtungskörper, wie die Kandem-Lampe. Als eine der wichtigsten Arbeiten der Werkstatt gilt das Tee-Extraktkännchen MT 49 von Marianne Brandt.
Ab 1925 legte die Werkstatt ihren Schwerpunkt auf die Herstellung von Leuchten für das neu errichtete Gebäude des Bauhauses Dessau. 1928 strukturierte der neue Bauhaus-Direktor Hannes Meyer die Werkstatt um und machte vorübergehend Marianne Brandt zur Leiterin. 1928 wurde die Werkstatt in die von Alfred Arndt geleitete Ausbauwerkstatt eingegliedert.
Aufgrund des Entwurfs und der Produktion von neuen Beleuchtungskörpern, die bei Lampenherstellern in die Serienfertigung gingen, wurde die Metallwerkstatt eine der produktivsten und erfolgreichsten Werkstätten am Bauhaus.

## Bekannte Schüler
- Wolfgang Tümpel